# Bernard Hart
Pour les articles homonymes, voir Hart.
Bernard Hart, né le 19 mars 1937 à Eltham (Londres) et mort 8 janvier 2020 à Monaco, était un boxeur britannique et le fondateur de la marque Lonsdale.

## Biographie
Bernard Hart est né à Eltham, municipalité de Londres, dans une famille irlandaise juive. Il effectue une carrière professionnelle de boxe anglaise entre 1958 et 1960 durant laquelle il effectue 16 combats, remportant 9 victoires dont 2 par KO, contre 6 défaites et un match nul.
En 1960, il fonde la marque d'équipement de boxe Lonsdale.
Il décède à Monaco le 8 janvier 2020 à l'âge de 82 ans. 